# SoKo (Sängerin)
SoKo (* 26. Oktober 1985 in Bordeaux; bürgerlich Stéphanie Alexandra Mina Sokolinski) ist eine französische Sängerin und Schauspielerin.

## Leben
Ihr Vater hatte polnisch-russische Wurzeln und starb, als SoKo fünf Jahre alt war. Ihre Mutter ist italo-französisch. Im Alter von 16 Jahren verließ SoKo ihr Elternhaus und zog nach Paris, wo sie die Schauspielschule besuchte. Heute lebt sie in Los Angeles. Der Künstlername SoKo beruht auf Sokolinskis Spitznamen. Charakteristisch an ihren englischen Songs ist ihr durchklingender französischer Akzent.
Im Jahr 2007 landete Soko mit dem Song I’ll Kill Her einen Hit in Dänemark. Auch in Australien, den Niederlanden, Belgien und Deutschland ist sie mittlerweile bekannt und erfolgreich. So trat sie beispielsweise beim Radio-Fritz-Geburtstag „Fritz 15“ am 1. März 2008 in der Arena Berlin auf. Rund vier Jahre nach dem Erscheinen der Hit-Single I’ll Kill Her erschien 2012 das erste vollständige Album der Französin: I Thought I Was an Alien, das sie mit dem Elliott-Smith-Produzenten Fritz Michaud aufnahm. Die Songs schwanken zwischen melancholischem Neo-Folk, experimentellem Punk und Indierock. Sokos französischer Akzent ist nicht mehr so stark ausgeprägt und nicht länger Stilmittel.
Im Frühjahr 2012 ging die Sängerin auf Europa-Tour und kam für eine Handvoll Deutschland-Konzerte unter anderem nach München, Köln und Hamburg. Ihr Song We Might Be Dead By Tomorrow ist der Soundtrack zum im Frühjahr 2014 zum viralen Video-Hit aufgestiegenen First Kiss von Tatia Pilieva, das über 147 Mio. Klicks (Stand: 29. Januar 2021) bei YouTube erreichte.
Für ihre Rolle in Xavier Giannolis Drama Der Retter erhielt sie 2010 eine César-Nominierung als Beste Nachwuchsdarstellerin.

## Diskografie
- 2007: Not SoKute (EP)
- 2012: I Thought I Was an Alien
- 2015: My Dreams Dictate My Reality
- 2020: Feel Feelings

## Filmografie (Auswahl)
- 2002: Clara, cet été là (TV)
- 2006: Commissaire Valence (TV)
- 2006: Les irréductibles
- 2006: Mes copines
- 2007: Ma place au soleil
- 2007: Dans les cordes
- 2007: Ma vie n’est pas une comédie romantique
- 2007: Les diablesses (TV)
- 2008: Adrien (TV)
- 2009: Der Retter (À l’origine)
- 2011: Bye Bye Blondie
- 2012: Augustine
- 2013: Les interdits
- 2014: First Kiss (Kurzfilm)
- 2016: Die Tänzerin (La danseuse)
- 2016: Die Welt sehen (Voir du pays)
- 2020: Little Fish
- 2021: Mayday
- 2021: The Premise (TV)